# Santuari Yoshino Mikumari
El santuari Yoshino Mikumari (吉野水分神社, Yoshino Mikumari-jinja) és un santuari xintoista situat a la muntanya Yoshino en el districte de Yoshino en la prefectura de Nara, al Japó. El 2004 es va catalogar com a Patrimoni de la Humanitat de la Unesco com a part dels denominats «Llocs sagrats i camins de pelegrinatge de les muntanyes de Kii».

## Ubicació
La zona de la muntanya Yoshino on es troba el santuari és especialment coneguda al Japó per la presència dels cirerers de Yoshino plantats entre altres varietats de cirerers al llarg dels segles pels monjos i ermitans del lloc fins a un total que es diu que supera els 30000 arbres.

## Història
Segons la tradició està estretament relacionat amb l'emperador Go-Daigo. A pesar que no existeixen testimoniatges irrefutables sobre la data de la seva construcció sí existeixen registres de l'indret com a lloc d'oració el 702 dC, encara que els edificis actuals tenen el seu origen en la restauració duta a terme durant el mandat de Toyotomi Hideyori el 1604. També apareix esmentat en el Engishiki, escrit el 927, com a important lloc de devoció cap a mikumari.

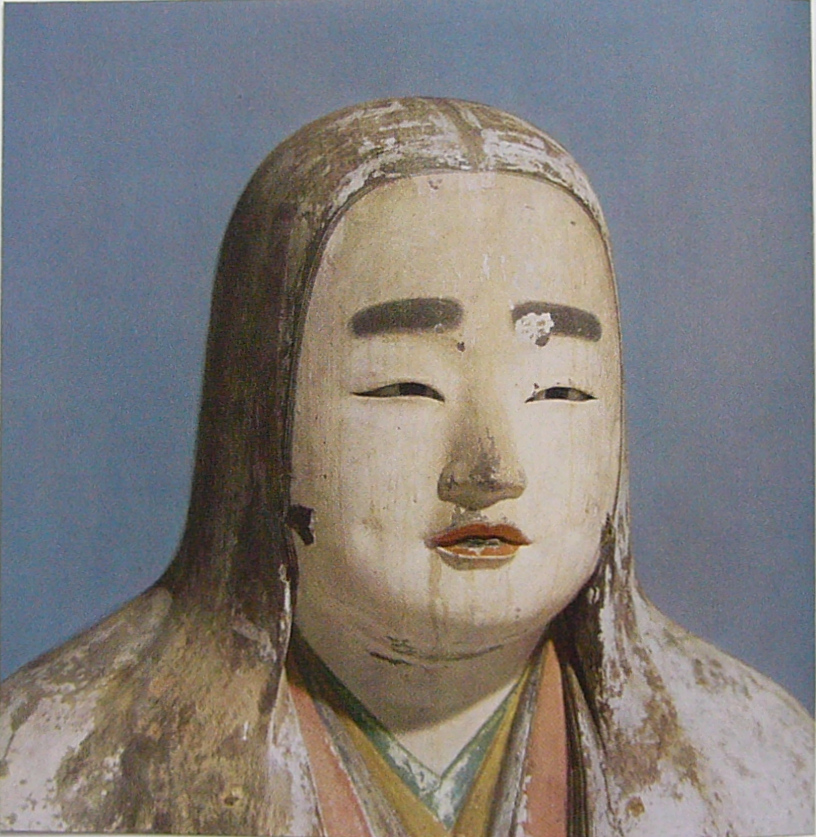
Estatua de Tamayori-hime (any 1251)

Aquest mikumari és un kami xintoista femení associat amb l'aigua, al que està dedicat el santuari. Per associació també es considera el santuari un lloc afavoridor per pregar per l'arribada o cessament de la pluja, encara que el seu kami no estigui associat amb el clima. De fet, el santuari Yoshino Mikumari és un dels quatre santuaris més importants dedicats a mikumari al Japó. Atès que el nom de la deïtat mikumari és molt semblant a la paraula japonesa utilitzada per «embarassada», mikomori, la confusió entre els noms ha fet que també sigui popular com a santuari de la fertilitat, dels parts sense complicacions i protector dels nens. En el santuari es troben fins a vint escultures de diverses divinitats, escultures de fusta reben el nom de shinzo en la tradició xintoista. La més coneguda d'entre elles és una que representa a Tamayorihime, que data de l'any 1251 i és considerada Tresor Nacional del Japó.

## Arquitectura
El seu honden, Propietat Cultural d'Importància del Japó, és una estructura inusual de 9 ken de llarg —nom que s'utilitza tant per designar l'espai entre dues columnes com per a una mida d'uns 2 m de llarg— per dos ken d'ample. Encara que està construït en estil nagare-zukuri existeix una petita unitat ken d'estil kasuga-zukuri al centre. Els tres edificis resultants, cadascun un honden per separat, es troben tots sota el mateix sostre allargat d'escorça de xiprer japonès que consta de tres gablets a dues aigües. El santuari té també d'un torii a l'entrada del complex, un haiden i un heiden, habitacions situades normalment en el mateix eix que el honden, però que en el santuari de Yoshino formen els vèrtexs d'un triangle al voltant del jardí, i d'un rōmon (porta monumental de dos pisos) i un kairō, corredor cobert que envolta les parts més sagrades d'un monestir o un santuari japonès.

## Galeria

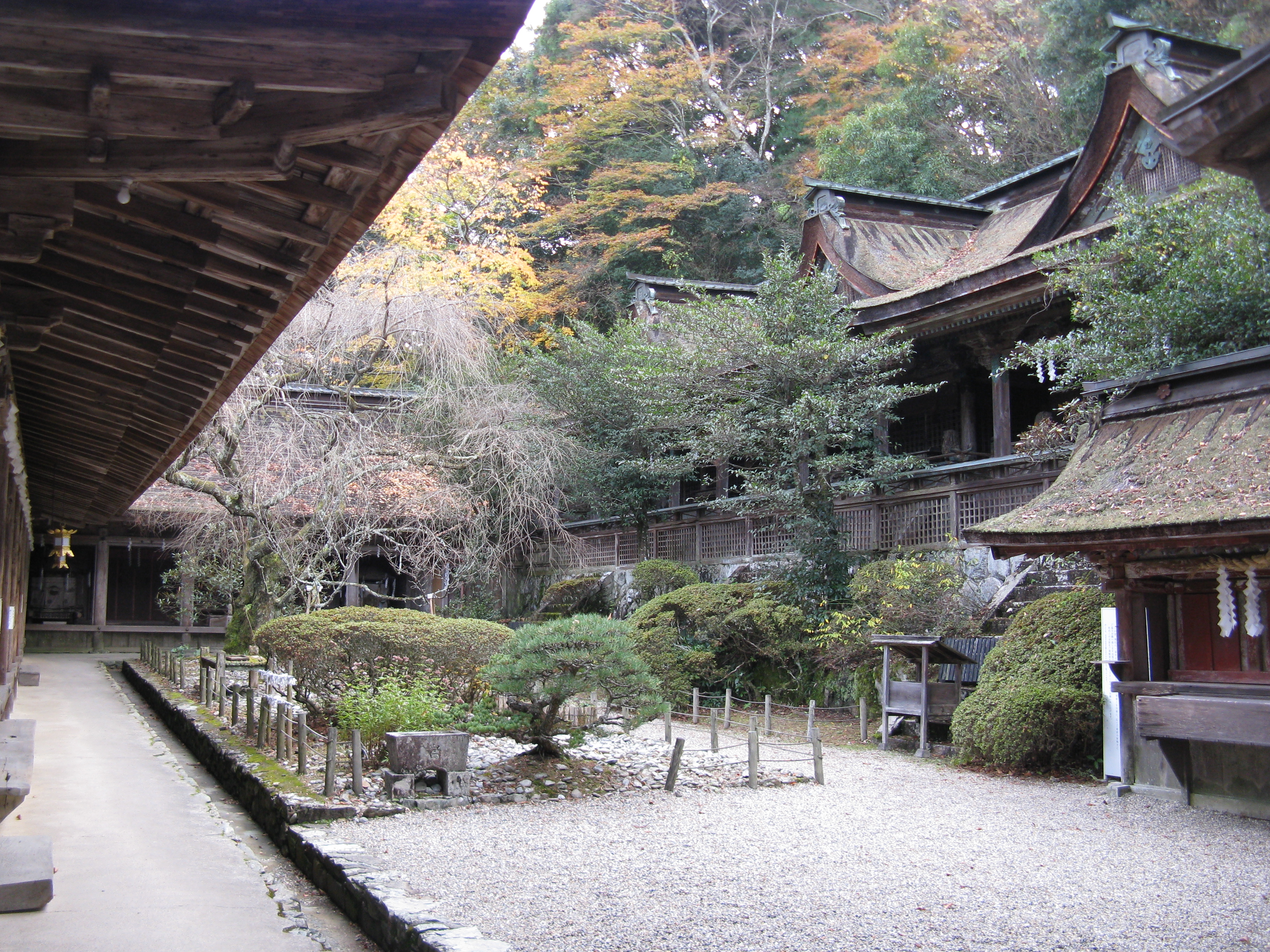
Vista general del complex
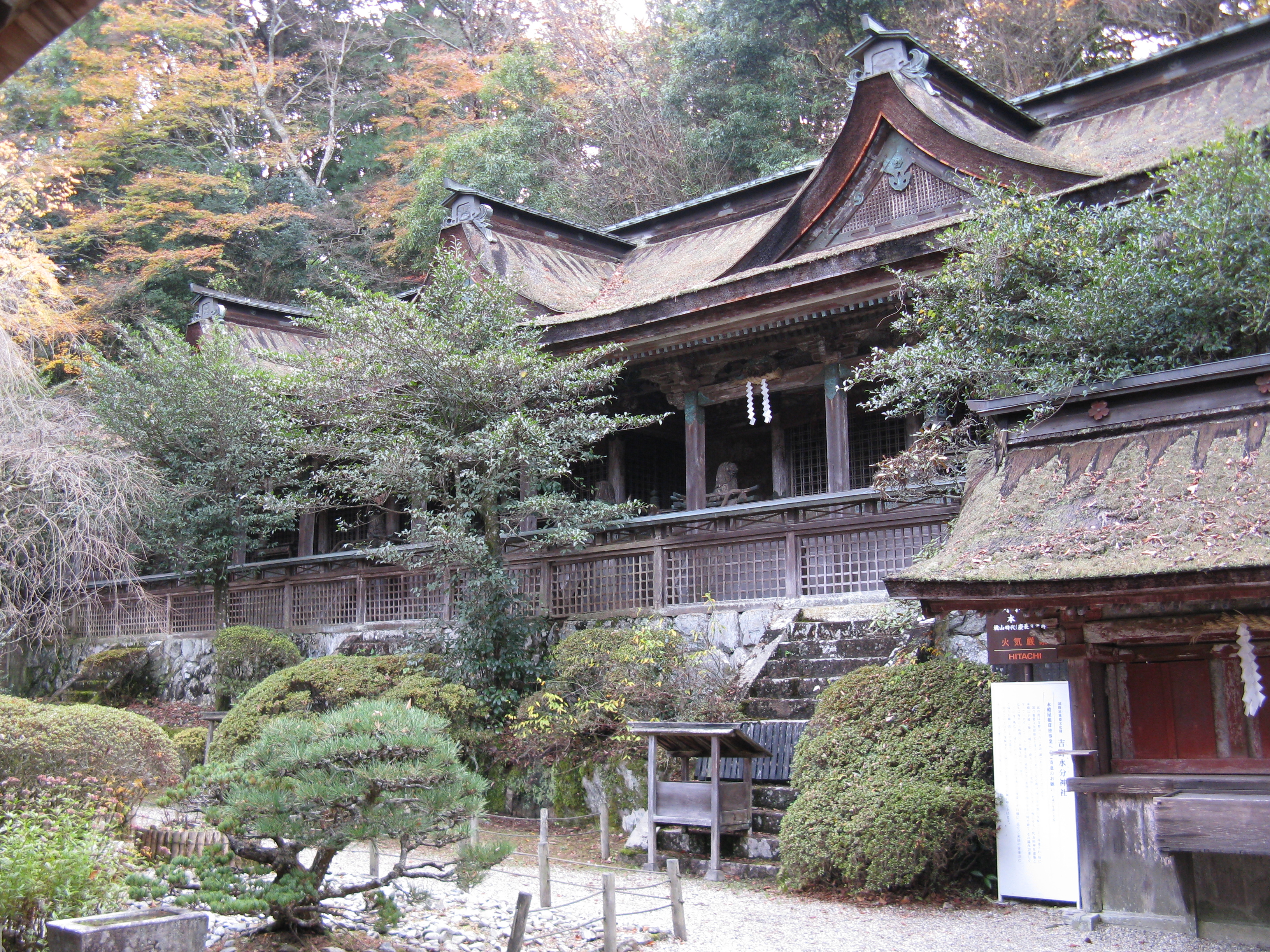
Honden
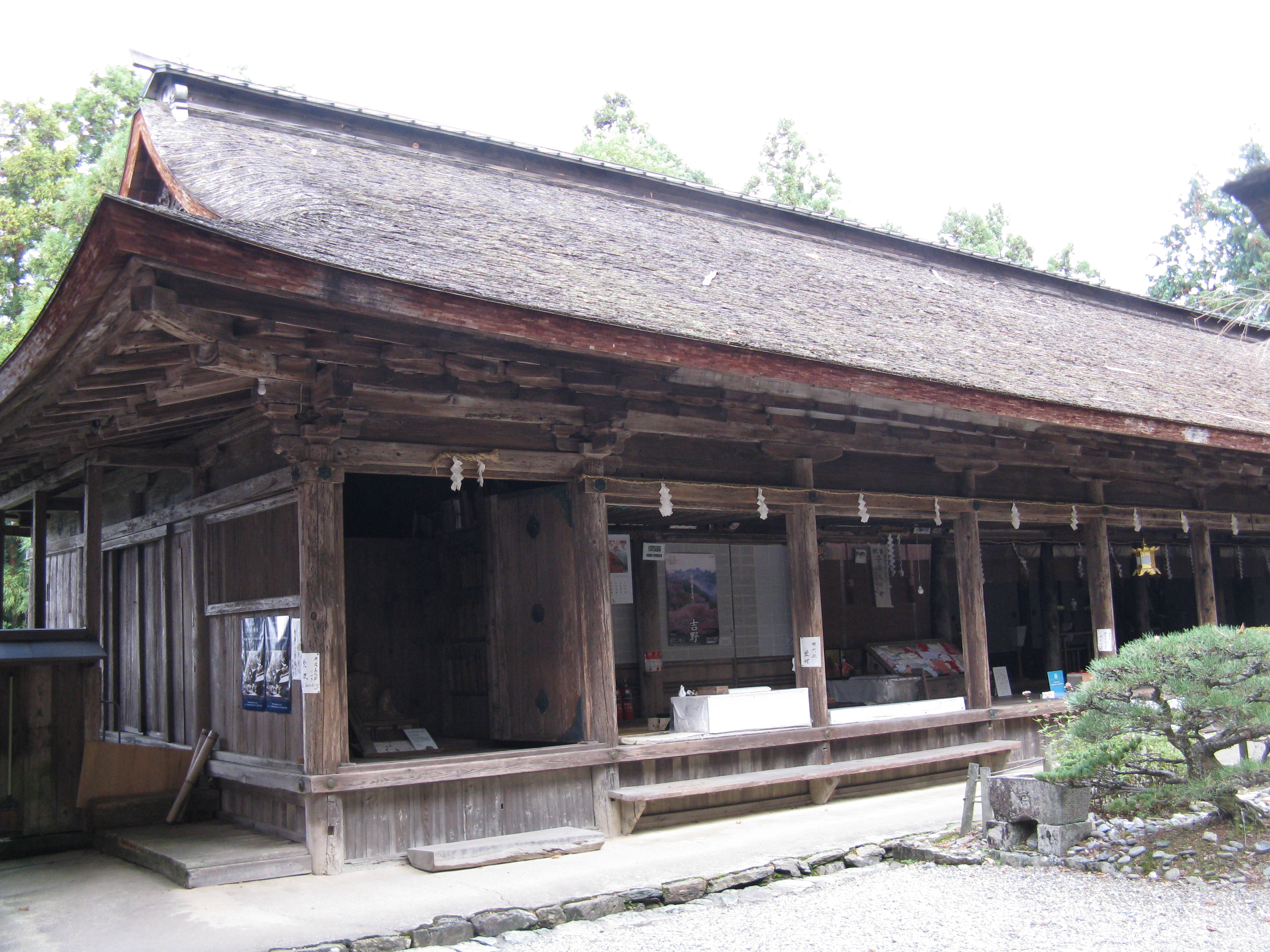
Haiden
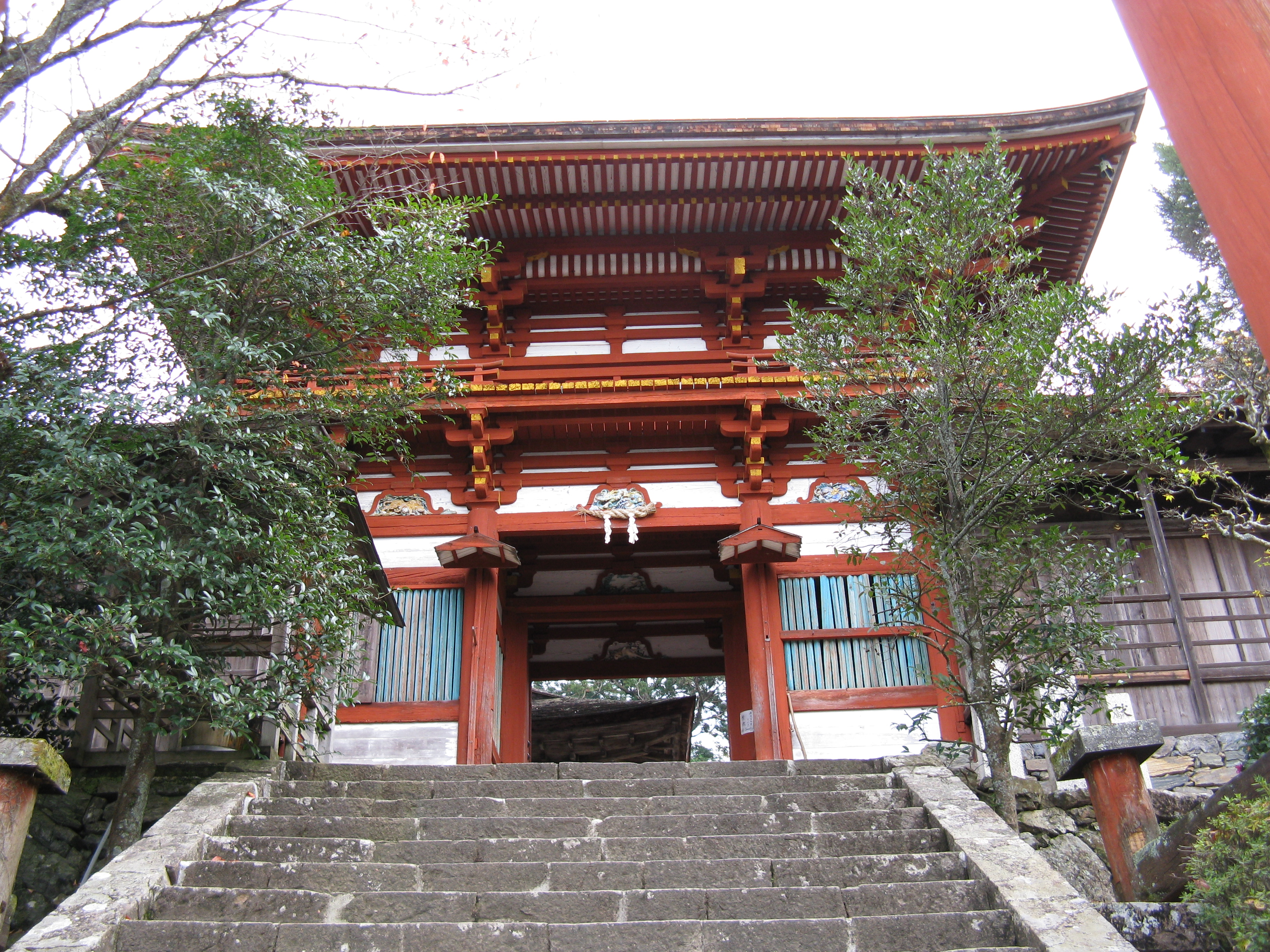
Romon, porta monumental del santuari
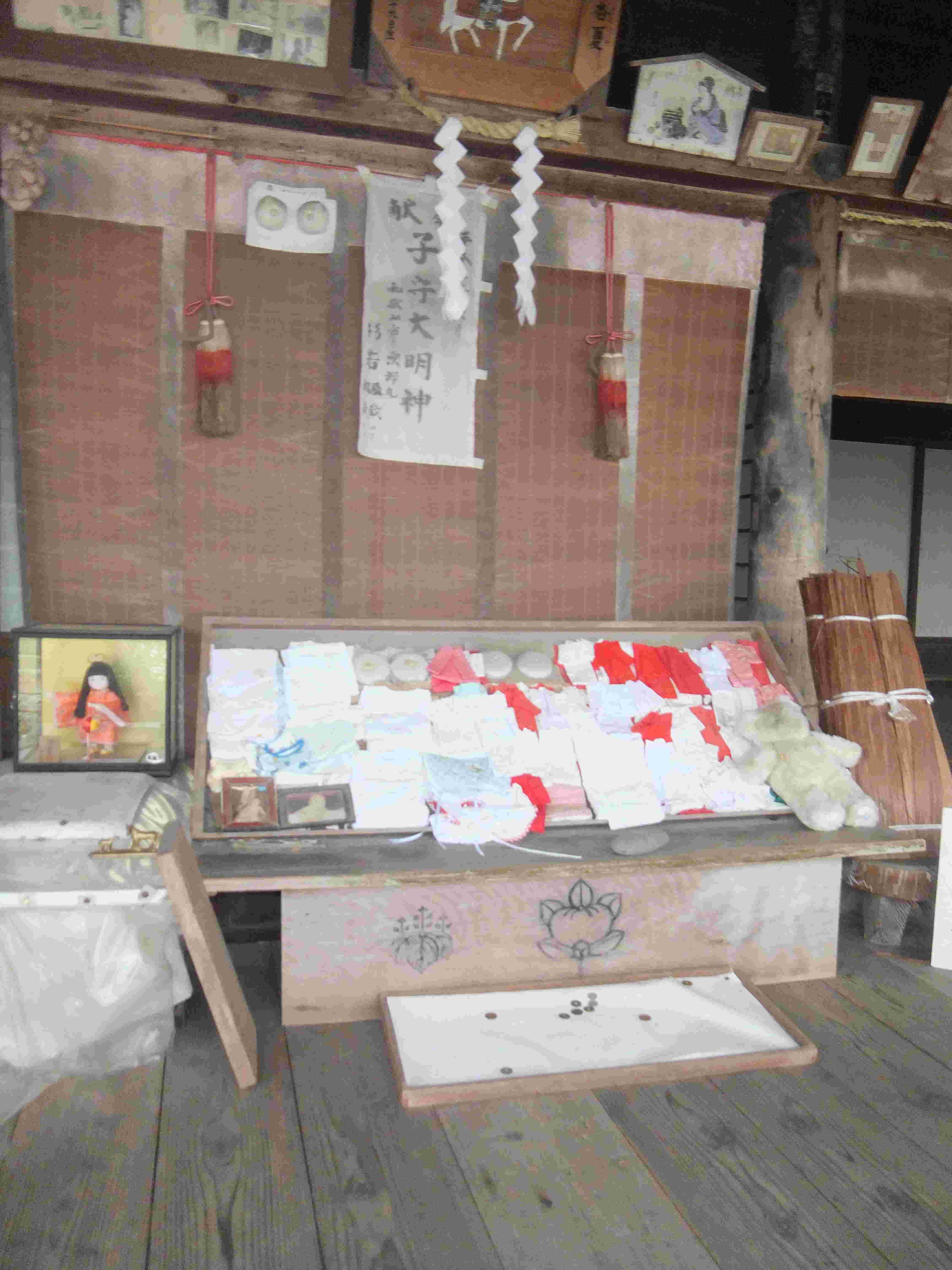
Ofrenes